# 饗場奈々
饗場 奈々（あえば なな）は、日本のフィギュアスケート選手（女子シングル）。東京都出身。1952年、1953年全日本選手権3位。全日本ジュニア選手権優勝3回（1947年、1950年、1951年）。

## 経歴
1947年、全日本ジュニア選手権に出場し優勝する。その後、1950年と1951年にも同選手権で優勝を果たす。当時、同大会で3度の優勝は歴代最多であった。
1952年、全日本選手権に出場し月岡芳子、小林玲子に続き3位に入る。1953年の国民体育大会では東京都代表で出場し、一般女子で優勝する。

## 主な戦績
| 大会/年              | 1947-48 | 1948-49 | 1949-50 | 1950-51 | 1951-52 | 1952-53 |
| -------------------- | ------- | ------- | ------- | ------- | ------- | ------- |
| 全日本選手権         |         |         |         |         |         | 3       |
| 全日本ジュニア選手権 | 1       |         |         | 1       | 1       |         |
| 国民体育大会         |         |         |         |         |         | 1       |